# Richard Tardy
Richard Tardy, né le 29 juillet 1950, est un footballeur français devenu entraîneur. 

## Biographie
Richard Tardy est un footballeur, évoluant au poste d'attaquant. Sa carrière en tant que joueur n'est pas marquante : il joue dans deux clubs, le SSMC Miramas et l'AS aixoise, de 1968 à 1983, jonglant entre les deux clubs. Il évolue entre la Promotion d'Honneur et la troisième division. Il ne remporta qu'une PH en 1976 et une DH en 1977, avec le SSMC Miramas.
Il est davantage connu comme entraîneur : il fait tout d'abord partie des adjoints de Gérard Houllier, lors du Championnat d'Europe de football des moins de 19 ans 1996, que la France remporta. Entre 1980 et 1997, il est chargé pour la FFF de s'occuper des jeunes entre les moins de 17 ans et 20 ans.
Il connaît une expérience en tant qu'entraîneur avec le club grec de l'Aris FC, lors de la saison 2001-2002, où il ne fit qu'une saison et le club termina neuvième du championnat et éliminé en quarts-de-finale de la Coupe de Grèce. Puis il fut le sélectionneur du Liban entre 2002 et 2003, n'arrivant pas à qualifier la sélection pour la Coupe d'Asie des nations de football 2004.
Il connut une expérience avec le club ivoirien de l'Africa Sports, qui ne s'est pas bien passé, car il a déposé plainte contre ce club pour un non-paiement de son salaire, au moment où il entraînait le club. 
Entre juillet et décembre 2005, il est l'adjoint de Robert Nouzaret dans le club algérien du MC Alger.
Il est ensuite entraîneur dans divers clubs du Maroc (Olympique de Safi et OC Khouribga), du Qatar (Al-Wakrah Sports Club) et des Émirats arabes unis (Al Wahda Abu Dhabi), ne faisant mieux qu'une deuxième place lors du championnat émirati 2006 avec Al Wahda Abu Dhabi.
En février 2010, il devient l'entraîneur de l'AS Saint-Étienne, du fait que Christophe Galtier n'a pas les diplômes requis pour être entraîneur,, sans pour autant être l'entraîneur dans les faits. Cela s'arrête à la fin de la saison 2009-2010.
Pour finir, il tente le pari d'entraîner la sélection des moins de 17 ans du Rwanda, qui organise la Coupe d'Afrique des nations des moins de 17 ans 2011, et ce pari s'avère payant car le Rwanda est finaliste de ce tournoi, battu par le Burkina Faso en finale. Néanmoins, il permet aussi pour la première fois que le Rwanda dispute la Coupe du monde de football des moins de 17 ans, lors de l'édition de 2011 au Mexique, mais le Rwanda termine dernier de son groupe, derrière l'Uruguay, l'Angleterre et le Canada.
En juillet 2012, il est nommé directeur technique national du Rwanda tout en gardant ses fonctions à la tête des sélections des moins de 17 ans et des moins de 20 ans rwandaises.
Le 21 juillet 2015, il est nommé directeur des sélections nationales de jeunes à Singapour,.

## Carrière

### En tant que joueur
- 1968-1973 et 1975-1982 :  SSMC Miramas[9]
- 1973-1975 et 1982-1983 :  AS aixoise

### En tant qu'entraîneur
- 2001-2002 :  Aris Salonique
- 2002-2003 :  Liban
- ? :  Africa Sports
- juillet-décembre 2005 :  MC Alger (entraîneur-adjoint)
- janvier-septembre 2006 :  Al Wahda Abu Dhabi
- 2006-2007 :  Olympique de Safi
- décembre 2007-février 2008 :  Al-Wakrah Sports Club
- 2008-avril 2009 :  OC Khouribga
- février-août 2010 :  AS Saint-Étienne
- août 2010-2013 :  Rwanda -17 ans
- Depuis le 21 juillet 2015 :  Sinagapour, directeur des sélections nationales de jeunes
- 1er janvier 2016 – 15 février 2016 :  en:Young Lions FC (intérim)
- 17 mai 2017 – 5 juillet 2017 :  en:Young Lions FC (intérim)